# 法希纳尔
法希纳尔是巴西巴拉那州的一个市镇。总面积715.943平方公里，总人口16006人，人口密度22.4人/平方公里。